# Andrena purpureomicans
Andrena purpureomicans là một loài Hymenoptera trong họ Andrenidae. Loài này được Alfken mô tả khoa học năm 1935.